# 1929 en science
| Années de la science : 1926 - 1927 - 1928 - 1929 - 1930 - 1931 - 1932    |
| Décennies de la science : 1890 - 1900 - 1910 - 1920 - 1930 - 1940 - 1950 |

Cet article présente les faits marquants de l'année 1929 en science.

## Événements
- 18 février : l'aviateur américain Richard Evelyn Byrd survole  la Terre Marie Byrd en Antarctique[1].
- 5 mars : naissance officielle de la télévision publique en Grande-Bretagne (Standard 30 lignes ; 12,5 images par seconde). Les émissions quotidiennes commencent le 30 septembre[2].

- 2 avril : début des fouilles de Minet el-Beida en Syrie par une mission archéologique française dirigée par Claude Schaeffer et Georges Chenet ; le 9 mai commencent les fouilles du site voisin de Ras Shamra, l'ancienne Ougarit[3].

- 22 juin : naissance de la dendrochronologie. L'astronome américain Andrew E. Douglass présente à Show Low, en Arizona, une série dendrochronologique allant de l'an 700 à 1929[4],[5].

- 28-29 novembre : le commandant Richard Evelyn Byrd, le pilote Bernt Balchen, Harold June et Ashley McKinley survolent le Pôle Sud pour la première fois à bord d'un trimoteur Ford[6].

- Le scientifique canadien Archibald Gowanlock Huntsman (en) met au point le premier procédé de congélation du poisson[7]. Il est le premier à congeler des aliments dans un but commercial et à mettre sur le marché du poisson congelé.

### Sciences physiques
- 1er mars : dans un article publié dans les Zeitschrift für Physik[8], le physicien suédois Oskar Klein propose le paradoxe de Klein, lié à l'équation de Dirac[9].
- 15 mars : l'astronome américain Edwin Hubble publie formule une théorie de l'expansion de l'univers[10], confirmant l'interprétation de Georges Lemaître de 1927.
- 1er avril : 
  - l'astronome américain Clyde William Tombaugh commence la recherche de la planète X dont l'existence a été prédite par Percival Lowell à l'observatoire Lowell en Arizona[11].
  - dans un article publié dans le Journal of the American Chemical Society[12], le chimiste américain Linus Pauling énonce les règles concernant la stabilité de structures cristallines hétéropolaires[13]. Elles sont les principes clés pour l'utilisation de la cristallographie aux rayons X pour déduire la structure moléculaire.

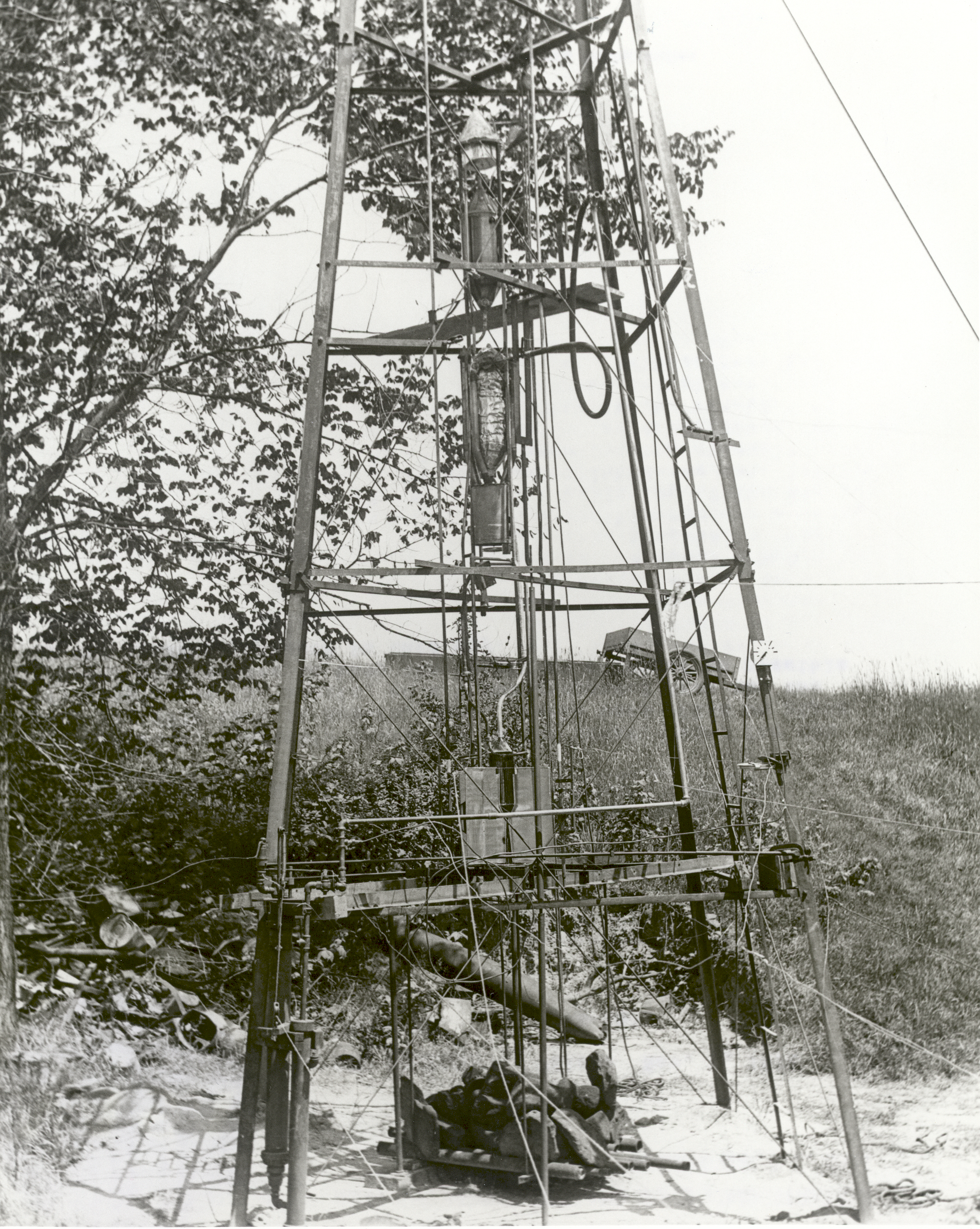
La fusée du Dr Robert H. Goddard prête pour le test du 17 juillet 1929 à Auburn, Massachusetts.

- 17 juillet : le physicien américain Robert Goddard lance une fusée météorologique équipé d'un baromètre, d'un thermomètre et d'une caméra[14].

- 5 septembre : dans un article transmit à la Faraday Society, le chimiste britannique John Lennard-Jones introduit la méthode de la combinaison linéaire d'orbitales atomiques pour décrire les liaisons des molécules diatomiques de la première ligne du tableau périodique[15].
- Novembre : dans un article publié dans le Zeitschrift für Physik[16] les physiciens suédois Oskar Klein et japonais Yoshio Nishina établissent la formule de la section différentielle en utilisant la théorie de l'électrodynamique quantique[17].

### Sciences de la vie
- 10 mai : le biologiste Alexander Fleming soumet au British Journal of Experimental Pathology un article[18] dans lequel il annonce sa découverte de la pénicilline, publié en juin 1929[19].
- 11 mai : découverte du premier crâne de l'homme de Saccopastore en Italie[20].
- Septembre : le médecin allemand Werner Forssmann pratique sur lui même le premier cathétérisme cardiaque à Eberswalde en Allemagne[21].
- 1er décembre : le neurologue allemand Hans Berger publie son premier rapport sur l'électroencéphalographie[22].

- Le biochimiste américain Phoebus Levene découvre du sucre désoxyribose dans les acides nucléiques[23].
- Les biochimistes Edward Doisy et Adolf Butenandt découvrent indépendamment l'estrone[24].
- Les biochimistes allemands Karl Lohmann et Cyrus Hartwell Fiske découvrent indépendamment l'adénosine triphosphate (ATP)[25].
- Le  biochimiste américain John Howard Northrop parvient à isoler sous forme cristallisée la pepsine (une enzyme gastrique) et montre qu'il s'agit d'une protéine[26].
- Les biochimistes américains  Carl Ferdinand Cori et Gerty Theresa Cori publient la théorie sur le métabolisme du glucose qui porte leur nom, le « Cycle de Cori »[27].
- Le médecin danois Henrik Dam découvre la vitamine K[28].

## Publications
- Marc Bloch et Lucien Febvre : première publication des « Annales » d'histoire économique et sociale, 15 janvier.
- Tilly Edinger : Die fossilen Gehirne (« Les cerveaux fossiles »).

## Prix
- Prix Nobel
  - Physique : Louis de Broglie

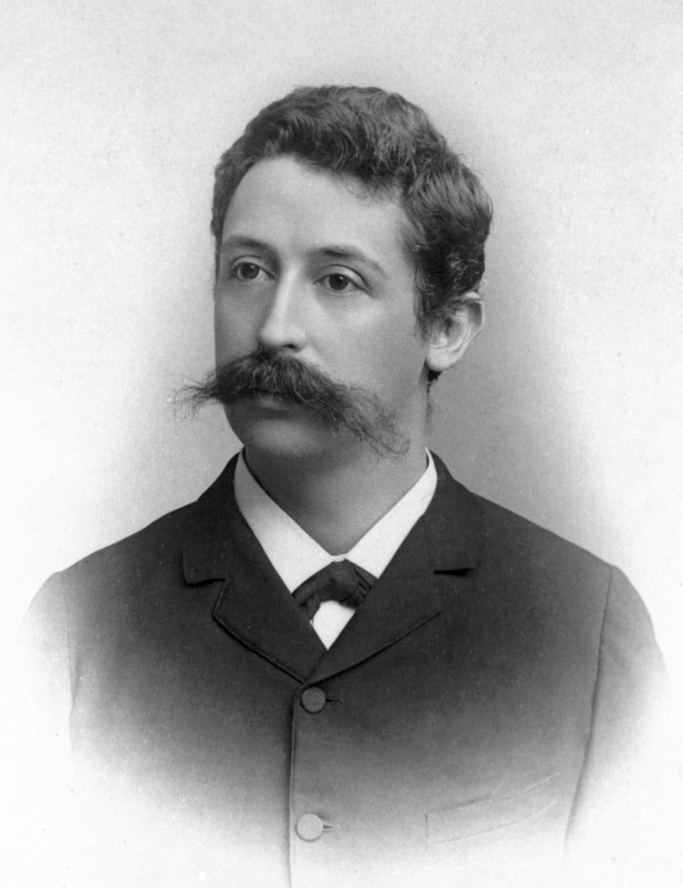
Christiaan Eijkman

  - Chimie : Arthur Harden (anglais), Hans von Euler-Chelpin (suédois)
  - Physiologie ou médecine : Christiaan Eijkman (Néerlandais), Sir Frederick Gowland Hopkins (Britannique)

- Médailles de la Royal Society
  - Médaille Copley : Max Planck
  - Médaille Davy : Gilbert Newton Lewis
  - Médaille Hughes : Hans Geiger
  - Médaille royale : Robert Muir, John Edensor Littlewood

- Médailles de la Geological Society of London
  - Médaille Lyell : Arthur Morley Davies
  - Médaille Murchison : Charles Alfred Matley
  - Médaille Wollaston : Friedrich Johann Karl Becke

- Prix Jules-Janssen (astronomie) : Charles Fabry
- Médaille Bruce (Astronomie) : Frank Schlesinger
- Médaille Linnéenne : Hugo de Vries

## Naissances

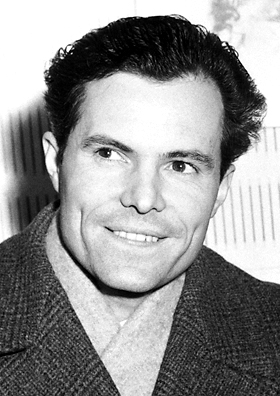
Rudolf Ludwig Mössbauer

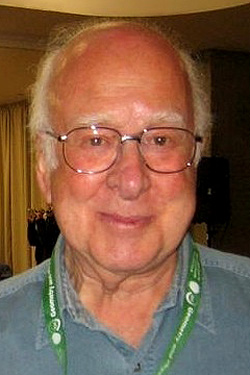
Peter Higgs

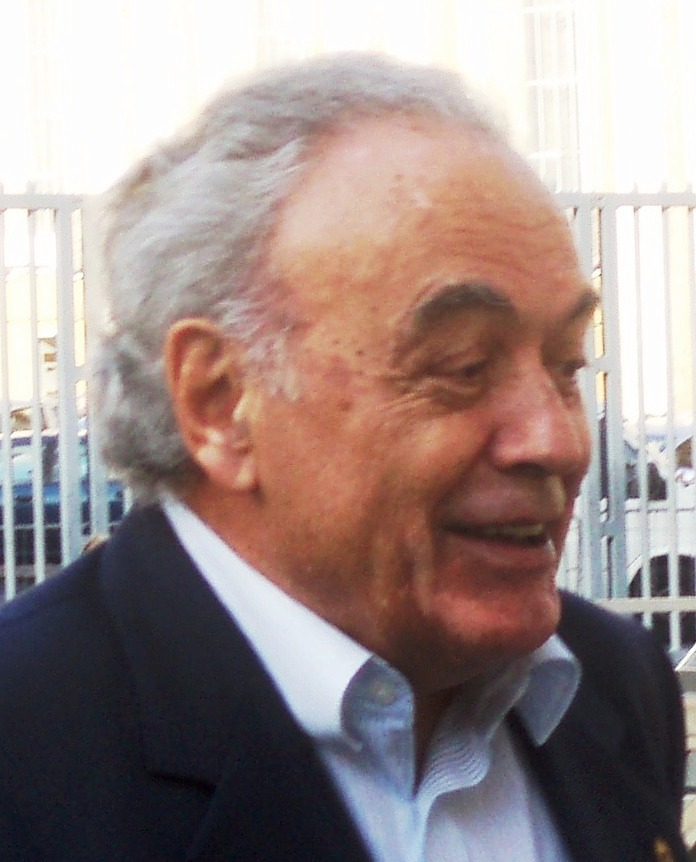
Werner Arber

- 1er janvier : Melba Roy Mouton (morte en 1990), mathématicienne et informaticienne américaine.
- 3 janvier : Gordon Earle Moore, chef d'entreprise américain, cofondateur de la société Intel.
- 12 janvier : Jaakko Hintikka (mort en 2015), philosophe et logicien finlandais.
- 16 janvier : Stanley Jeyaraja Tambiah, anthropologue américain.
- 23 janvier : John Charles Polanyi, chimiste et physicien canadien, prix Nobel de chimie en 1986.
- 30 janvier : Isamu Akasaki (mort en 2021), physicien japonais, co-lauréat du prix Nobel de physique 2014.
- 31 janvier : Rudolf Ludwig Mössbauer, physicien allemand.

- 1er février : Jacques Arsac, informaticien français.
- 6 février : Valentin Ianine, historien et archéologue soviétique.
- 9 février : François Beaudouin, archéologue français.
- 12 février : Jaakko Hintikka, logicien et philosophe finlandais.
- 23 février : Jaan Einasto, astrophysicien estonien.

- 1er mars : Camille Lacoste-Dujardin, ethnologue française.
- 13 mars : Donald Marquardt (mort en 1997), statisticien américain.
- 29 mars : Richard C. Lewontin (mort en 2021), biologiste, généticien et philosophe de la biologie américain.

- 2 avril : Michel Fernex (mort en 2021), médecin suisse.
- 5 avril : Ivar Giaever, physicien norvégien, prix Nobel de physique en 1973.
- 14 avril : Michael D. Coe, archéologue, anthropologue, épigraphiste et écrivain américain.

- 4 mai : Heinrich Matthaei, biochimiste allemand.
- 6 mai : Paul Lauterbur (mort en 2007), chimiste américain, prix Nobel de physiologie ou médecine en 2003.
- 10 mai : Obayashi Taryo (mort en 2001), ethnologue japonais.
- 20 mai : Sidney van den Bergh, astronome canadien.
- 29 mai : Peter Higgs (mort en 2024), physicien britannique.
- 3 juin : Werner Arber, microbiologiste et généticien suisse, prix Nobel de physiologie ou médecine en 1978.
- 6 juin : June Sutor (morte en 1990), cristallographe néo-zélandaise.
- 7 juin : Aviezri Fraenkel, mathématicien et informaticien théoricien israélien.
- 10 juin :
  - James McDivitt, astronaute américain.
  - Edward Osborne Wilson, biologiste américain, spécialiste des fourmis.
- 14 juin : Bernard Vauquois (mort en 1985), mathématicien et informaticien français.
- 21 juin : Joyce Jacobson Kaufman (morte en 2016), chimiste américaine.
- 24 juin : Carolyn S. Shoemaker, astronome américaine.

- 1er juillet : Gerald Edelman, biologiste américain, prix Nobel de physiologie ou médecine en 1972.
- 9 juillet : Philippe Laburthe-Tolra, anthropologue français.
- 19 juillet : Emmanuel Le Roy Ladurie,  historien français.

- 5 août :
  - Jacques Drèze (mort en 2022), économiste belge.
  - Aravind Joshi (mort en 2017), informaticien mathématicien indien spécialiste de linguistique informatique.
- 14 août : Osvaldo Alfredo Reig (mort en 1992), paléontologue et herpétologiste argentin.
- 22 août : Valeri Alekseïev (mort en 1991), paléoanthropologue russe.
- 29 août : Alice Recoque (morte en 2021), informaticienne française.

- 5 septembre : Andrian Nikolaïev (mort en 2004), cosmonaute soviétique.
- 13 septembre : Jean-Marie Pesez (mort en 1998), archéologue et historien de la civilisation rurale français.
- 14 septembre : Jan Vansina, historien et anthropologue belge.
- 15 septembre : Murray Gell-Mann, physicien américain, prix Nobel de physique en 1969.
- 27 septembre : Henry E. Holt, astronome américain.
- 5 octobre : Richard Gordon, astronaute américain.
- 6 octobre : Christoph Scriba (mort en 2013), historien des mathématiques allemand.
- 8 octobre : Ron Crocombe (mort en 2009), ethnologue néo-zélandais.
- 10 octobre : Irwin Shapiro, astrophysicien américain.
- 17 octobre : Jacques Jarry, linguiste et archéologue français.
- 19 octobre : Lewis Wolpert (mort en 2021), biologiste du développement, auteur et diffuseur britannique d'origine sud-africaine.

- 2 novembre : Richard E. Taylor, physicien canadien, prix Nobel de physique en 1990.
- 3 novembre : Oleg Grabar (mort en 2011), archéologue et historien de l'art français naturalisé américain.
- 7 novembre : Eric Kandel, psychiatre autrichien, prix Nobel de physiologie ou médecine en 2000.
- 18 novembre : William Joseph Knight (mort en 2004), pilote américain de X-15.
- 24 décembre : Noël Duval, historien, archéologue et épigraphiste français.
- 28 décembre : Maarten Schmidt (mort en 2022), astronome néerlandais.

- Asen Balikci, anthropologue, professeur et réalisateur bulgare.
- Angel Chua Alcala (mort en 2023), biologiste et herpétologiste philippin.
- Zheng Zhenxiang (morte en 2024), archéologue chinoise.

## Décès

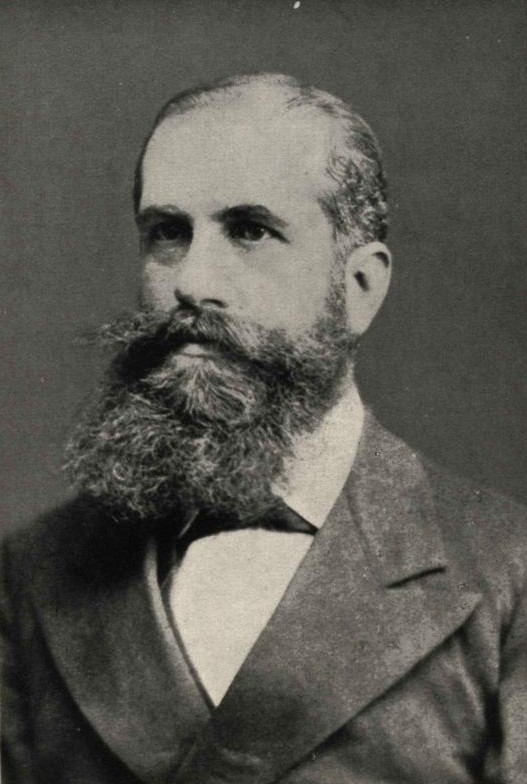
Ludwig von Sybel

- 31 janvier : Franklin Sumner Earle (né en 1856), botaniste et agronome américain.

- 19 février : Joseph Boussinesq (né en 1842), hydraulicien et mathématicien français.
- 20 février : Edward Atkinson (né en 1881), chirurgien et explorateur britannique.

- 23 mars : Alfred Edwin Eaton (né en 1845), prêtre et entomologiste britannique.
- 25 mars : Robert Ridgway (né en 1850), ornithologue américain.

- 5 avril : Ludwig von Sybel (né en 1846), historien de l'art et archéologue allemand.
- 11 avril : Ulysse Gayon (né en 1845), biochimiste et agronome français.

- 17 mai : Jules Cornet (né en 1865), géologue belge.
- 18 mai : Charles Depéret (né en 1854), géologue et paléontologue français.
- 12 juin  : Marie-Henri Andoyer  (né en 1862), astronome et mathématicien français.
- 13 juin : Charles Moureu (né en 1863), chimiste français.
- 16 juin : Michael Rogers Oldfield Thomas (né en 1858), zoologiste anglais.

- 14 juillet : Walter Baldwin Spencer (né en 1860), biologiste et anthropologue britanno-australien.

- 4 août : Carl Auer von Welsbach (né en 1858), chimiste, inventeur, ingénieur et industriel autrichien.
- 9 août : Pierre Fatou (né en 1878), mathématicien et astronome français.
- 1er septembre : Louis Capitan (né en 1854), médecin, anthropologue et préhistorien français.
- 23 septembre : Richard Adolf Zsigmondy (né en 1865), chimiste austro-allemand.

- 4 novembre : Joseph Smit (né en 1836), illustrateur zoologique néerlandais.
- 30 novembre : Daniel Moreau Barringer (né en 1860), géologue américain.